# ローズ (韓国の声優)
ローズ（1987年10月31日 - ）は、大韓民国の女性声優。

## 出演作品
※太字は主役・ヒロイン・メインキャラクター。

### アニメ
- アイドルタイムプリパラ（ファララ・ア・ラーム、地獄ミミ子、チュッペ）
- キラッとプリ☆チャン（青葉りんか、赤井めが姉ぇ）
- ドキドキ!プリキュア（アイちゃん）
- ハピネスプリキュア![1]（和泉）
- 魔法つかいプリキュア!（宇佐美いちか/キュアホイップ[2]）
- ミュークルドリーミー（安西ときわ）
- ワンパンマン（昆布インフィニティ）